# Вали-даш-Мош
Вали-даш-Мош (порт. Vale das Mós)  —  район (фрегезия) в Португалии,  входит в округ Сантарен. Является составной частью муниципалитета  Абрантиш. По старому административному делению входил в провинцию Рибатежу. Входит в экономико-статистический  субрегион Медиу-Тежу, который входит в Центральный регион. Население составляет 747 человек на 2001 год. Занимает площадь 23,42 км².
Покровителем района считается Дева Мария (порт. Maria). 